# Emmanuel Hubert
Emmanuel Hubert (Sant-Maloù, 30 de desembre de 1970) va ser un ciclista i actual director esportiu francès. Com a ciclista fou professional de 1995 a 1997. Un cop retirat s'ha dedicat a la direcció esportiva de diferents equips.

## Palmarès
- 1993
  - 1r a la Manche-Atlantique
  - 1r al Gran Premi de Fougères
- 1994
  -  Campió de França en contrarellotge per equips
  - 1r a la Manche-Atlantique
  - 1r a la Tarbes-Sauveterre
  - 1r al Gran Premi de Cours-la-Ville
- 1995
  - 1r al Tour de l'Ain
  - Vencedor d'una etapa al Tour de l'Avenir